# Liste des épisodes de Cowboy Bebop
 (août 2020).
Si vous disposez d'ouvrages ou d'articles de référence ou si vous connaissez des sites web de qualité traitant du thème abordé ici, merci de compléter l'article en donnant les références utiles à sa vérifiabilité et en les liant à la section « Notes et références ».
La série Cowboy Bebop est composée de 26 épisodes ou sessions.
La plupart des sessions ont été nommées d'après des chansons célèbres. Les titres qui ne sont pas nommés d'après une chanson spécifique combinent certains éléments de l'épisode avec un style musical particulier - Mushroom Samba, Cowboy Funk et Waltz for Venus (waltz signifie valse en anglais) par exemple.
Le film Cowboy Bebop: Knockin' on Heaven's Door peut être inclus dans la continuité, placé entre les épisodes 22 et 23.
En raison de la violence dépeinte dans l'univers de Cowboy Bebop et de la violence dans les écoles japonaises, la série fut brièvement déprogrammée et une session spéciale fut créée et diffusée comme un final aux treize premiers épisodes. Intitulée Session XX: Mish-Mash Blues, cette compilation de clips extraits des premiers épisodes fut diffusée le 26 juin 1998 sur TV Tokyo et n'a jamais été enregistrée sur DVD. Les personnages y font des commentaires philosophiques et l'épisode finit sur This Is Not The End. You Will See The Real "Cowboy Bebop" Someday! (soit Ce n'est pas la fin. Vous verrez le véritable "Cowboy Bebop" un jour !).

## Liste des épisodes
| No | Titre français               | Titre japonais                      | Titre japonais                | Date de 1re diffusion |
| No | Titre français               | Kanji                               | Rōmaji                        | Date de 1re diffusion |
| --- | ---------------------------- | ----------------------------------- | ----------------------------- | --------------------- |
| 01 | Asteroid Blues               | アステロイド・ブルース              | Azuteroido Burūsu             | 23 octobre 1998       |
| L'épisode commence par une scène provenant du passé de Spike Spiegel. La scène se passe près d'une cathédrale pendant une averse. Spike est en train de fumer, un bouquet de roses à la main. L'une d'entre elles tombe dans une flaque et des extraits d'une fusillade nous apparaissent par flashes à l'écran. Un thème musical doux est joué en fond alors que Spike est touché plusieurs fois et saisit un détonateur en souriant. Après le générique jazzy, nous rencontrons Spike et Jet Black qui sont respectivement en train de s'entraîner et de cuisiner. Pour le repas du soir, Jet prépare du bœuf au paprika mais, faute d'argent, sans bœuf. Cette famine motive alors Spike à chasser une nouvelle prime, Asimov Solensa (évalué à 2,5 millions de woolongs) qui se cache sur l'astéroïde Tijuana avec sa petite amie Katrina. Après avoir écouté des conseils de Old Man Bull, un vieil Amérindien, Spike apprend que Katrina rêve de partir sur Mars avec Asimov, qui, lui, voit ses aptitudes décuplées grâce au Red Eye, malgré une forte dépendance. Voyant que l'ISSP et Spike sont sur le point de les arrêter et qu'Asimov perd le contrôle et s'affaiblit à cause du Red Eye, Katrina décide d'en finir et se suicide après avoir tué son compagnon. Nous retrouvons Jet en train de cuisiner du bœuf au paprika alors que Spike s'entraîne dans un secteur reculé du Bebop. Ainsi, leurs personnalités nous sont dévoilées : Spike est un combattant solitaire très performant en arts martiaux, presque invincible, et Jet est un homme très méthodique et responsable. |                              |                                     |                               |                       |
| 02 | Stray Dog Strut              | 野良犬のストラット                  | Noro Inu no Sutoratto         | 30 octobre 1998       |
| Cet épisode a d'abord été diffusé le 3 avril 1998. L'épisode débute dans des toilettes sales où un homme, Abdul Hakim, enlève de nombreux bandages de sa tête. Une mallette à ses côtés remue vigoureusement pendant qu'il jette ses bandages dans la cuvette. Trois hommes armés en blouse blanche prennent d'assaut les toilettes et demandent à Hakim de se rendre. Hakim sourit, explose la porte des toilettes d'un coup de pied et assomme les trois inconnus avec quelques coups. Puis, il ramasse la mallette et sort calmement comme si rien ne s'était passé. Sur le Bebop, Spike allume la télévision afin de regarder l'émission Big Shot. La seule prime de la liste du jour est Abdul Hakim (d'une récompense de 8 millions de woolongs), un voleur d'animaux qui a volé un chien « data » à un institut de recherche. Peu après, un docteur voulant se venger de Hakim appelle pour informer Spike que Hakim a subi une opération de chirurgie esthétique. Parallèlement, Hakim se fait voler la mallette pendant qu'il était en train de torturer un homme ivre dans un bar. Le Bebop atterrit sur Mars et Spike se lance à la poursuite de Hakim, mais, à l'aide d'un renseignement précieux, il ne retrouve que l'homme qui a volé la mallette. Celle-ci s'avère contenir une chose très importante, très chère… qui n'est finalement rien d'autre qu'un simple Welsh Corgi sans valeur. Après une série complexe d'évènements, Spike se retrouve avec le chien mais sans Hakim. Avec le chien en sa possession, Spike marche dans les rues, en sachant que Hakim viendra à lui. Ce dernier, désespéré, interroge un voyant qui dit savoir où se trouve ce qu'il cherche. Les scientifiques, tout aussi désespérés, utilisent des ultrasons afin d'attirer le chien. Finalement, Spike garde le chien alors que Hakim et les scientifiques se sont écrasés sur le commissariat. Ein, le chien savant, fait à présent partie de l'équipage du Bebop. Musique Le titre de l'épisode, Stray Dog Strut, est une combinaison entre la chanson Stray Cat Strut, des Stray Cats, et le titre anglais du film Chien enragé d'Akira Kurosawa (Stray Dog). Dans la version originale, l'épisode s'appelle Norainu no Sutoratto (野良犬のストラット), où Norainu, (野良犬) est le titre original du film du Kurosawa et Sutoratto (ストラット) est la transcription japonaise de Strut, indiquant plus directement le lien avec le film japonais et moins clairement le lien avec la chanson des Stray Cats. |                              |                                     |                               |                       |
| 03 | Honky Tonk Women             | ホンキィ・トンク・ウィメン          | Honkī Tonku Wimen             | 6 novembre 1998       |
| Cet épisode a d'abord été diffusé le 10 avril 1998. L'épisode débute par l’enlèvement de la sexy, assurée et trompeuse Faye Valentine, menacée pour qu'elle paye son énorme dette. On l'oblige alors d'être une intermédiaire lors d'une transaction illégale dans un casino. L'affaire tourne mal lorsqu'elle confond Spike avec l'homme de qui elle est censée recevoir le paquet. Finalement, Faye, malgré l'aide qu'elle reçoit de Spike et de Jet, insiste pour partir seule… Musique Le titre de l'épisode est tiré de la chanson des Rolling Stones Honky Tonk Women. |                              |                                     |                               |                       |
| 04 | Gateway Shuffle              | ゲイトウェイ・シャッフル            | Geitowei Shaffuru             | 13 novembre 1998      |
| …pour se retrouver en panne d'essence en orbite autour de Jupiter. Elle voit un vaisseau proche d'elle mais son seul occupant, un policier de l'ISSP, meurt, lui laissant une mallette et lui déconseillant de l'ouvrir. Quant à Spike et Jet, ils arrêtent le leader d'un groupe d'éco-terroristes sur Jupiter. La mallette de Faye s'avère contenir un échantillon de la nouvelle arme biologique du groupe appelée "Monkey Business" qui transforme les humains en singes. Les trois font alors équipe afin d'arrêter les terroristes et Faye rejoint l'équipage du Bebop. |                              |                                     |                               |                       |
| 05 | Ballad of Fallen Angels      | 堕天使たちのバラッド                | Datenshi tachi no Baraddo     | 20 novembre 1998      |
| Sur Mars, une rencontre est organisée entre les Dragons Rouges et les Tigres Blancs, deux organisations criminelles. Mao Yenrai, le chef des Dragons Rouges, signe un contrat avec son sang. Les deux parties sont à présent soulagées mais ce sentiment est de courte durée car le vaisseau du chef des Tigres Blancs est détruit peu de temps après. Mao Yenrai est capturé par des hommes qui semblent être eux aussi des membres des Dragons Rouges. Un katana est placé sur la gorge de Mao pendant qu'un homme en noir avec un grand oiseau noir sur son épaule entre dans la pièce. Bien que Mao essaye de raisonner ce personnage obscur, sa gorge est tranchée. Dans un dernier souffle, Mao chuchote : « Si Spike revenait, tu ne… » Sur le Bebop, Spike et Jet ont des avis partagés sur la prime de Mao Yenrai (28 millions de woolongs) ; cependant, Faye décide d'elle-même d'aller la chasser. L'Ave Maria de Schubert commence en fond sonore lorsque Faye plonge dans le monde des Dragons Rouges. Alors qu'elle est terrorisée par la découverte du corps de Mao à ses côtés, l'homme en noir se présente : il se nomme Vicious. Pendant ce temps, Spike rend visite à l'une de ses anciennes amies, Annie, qui semble en relation avec Mao et avec le monde du crime organisé. Alors que Spike, de retour sur le Bebop, fait le plein de munitions (armes à feu et grenades), Faye, prisonnière, appelle pour arranger une rencontre. Faye est très étonnée quand Spike accepte de venir même s'il lui assure que ce n'est pas juste pour la sauver. Plus tard, il entre dans une grande et sombre cathédrale où l'attendent Vicious et plusieurs hommes armés. Le combat débute lorsque Spike tire sur Vicious. Faye parvient à s'échapper et à appeler Jet, alors que Spike monte un escalier tout en tuant ses ennemis et se prend deux balles dans le ventre. Alors qu'il reprend difficilement son souffle à côté d'une tracerie, Spike se fait attaquer par surprise par Vicious qui le désarme rapidement et qui le bloque à terre. Les deux sont à présent dans une impasse : aucun n'a le dessus mais Vicious parvient finalement à envoyer Spike à travers la tracerie. Ce dernier a cependant le temps de jeter une grenade avant de tomber dans le vide. Alors qu'il se rapproche du sol, le temps semble ralentir et Spike se remémore ses souvenirs, notamment l'image d'une très belle femme blonde, fredonnant doucement. Lorsque Spike se réveille sur le Bebop, il trouve Faye qui veille sur lui, fredonnant la même chanson que dans son rêve. Après avoir compris qu'il était réveillé, il fait signe à Faye de s'approcher et lui dit « Pauvre cloche ». En rage, Faye le frappe avec un oreiller et un jeu de carte. En retirant la carte qui était sur front, Spike trouve l'as de pique. |                              |                                     |                               |                       |
| 06 | Sympathy For The Devil       | 悪魔を憐れむ歌                      | Akuma wo Awaremu Uta          | 27 novembre 1998      |
| Spike et Jet chassent la prime appelée "Giraffe", qui poursuit Wen, un prodige de l'harmonica, et son garde du corps, "Zebra". Wen est en réalité celui qui a orchestré toute l’affaire : une victime des énergies survenues lors de l'accident de la Gate sur Terre, il y a quatre-vingt ans mais qui n'a jamais vieilli et qui a toujours le physique d'un enfant d'une dizaine d'années. Spike finit par lui tirer une balle dans la tête avec un artefact provenant du même accident, ce qui le fait vieillir jusqu'à la mort. Musique Le titre de l'épisode provient de la chanson des Rolling Stones Sympathy for the Devil. |                              |                                     |                               |                       |
| 07 | Heavy Metal Queen            | ヘヴィ・メタル・クイーン            | Hevi Metaru Kuīn              | 4 décembre 1998       |
| Cet épisode a d'abord été diffusé le 17 avril 1998. L'équipage du Bebop chasse une prime : un camionneur appelée Decker qui possède des explosifs très puissants. Spike rencontre V.T., elle aussi camionneuse, détestant les chasseurs de primes, mais qui le dépanne à contrecœur lorsque son vaisseau est endommagé. Son respect et son ressentiment envers Spike sont au centre de l'épisode. Musique Le titre de l'épisode, qui est également l'indicatif de Cibi de V.T., fait allusion au style musical qu'écoute cette dernière, qui a le don d'agresser les oreilles de Spike. |                              |                                     |                               |                       |
| 08 | Waltz For Venus              | ワルツ・フォー・ヴィーナス          | Warutsu fō Vīnasu             | 11 décembre 1998      |
| Cet épisode a d'abord été diffusé le 24 avril 1998. Le détournement d'un spaceliner commercial en route pour Vénus est contrecarrée par l'intervention opportune de Faye et Spike. Un des passagers, Rocco Bonnaro, est impressionné par l'aplomb de Spike et lui demande de le prendre comme élève. Rocco s'avère être une prime émise par son gang pour avoir volé une plante rare et coûteuse afin de rendre la vue à sa sœur. |                              |                                     |                               |                       |
| 09 | Jamming With Edward          | ジャミング・ウィズ・エドワード      | Jamingu wizu Edowādo          | 18 décembre 1998      |
| Cet épisode a d'abord été diffusé le 1er mai 1998. Des satellites lasers en orbite autour de la Terre commencent à creuser des dessins sur la surface de la planète, dans le style des géoglyphes de Nazca. Jet et Faye poursuivent le suspect, un hacker appelé Radical Edward, mais ne trouvent rien d'intéressant. En réalité, Ed est une jeune fan du Bebop qui les aide à rechercher le suspect. Celui-ci s'avère être l'intelligence artificielle d'un des satellites, qu'Ed parvient à désactiver à bord du Bebop, en échange d'une place dans l'équipage. Musique Le titre de l'épisode et le terme de Session employé pour désigner les épisodes font allusion au terme Jam session, désignant une séance musicale improvisée et basée sur des standards du Jazz. Plus précisément, Jamming with Edward! est le titre d'un album réalisé en 1969 par Nicky Hopkins et Ry Cooder avec la participation des Rolling Stones Mick Jagger, Charlie Watts et Bill Wyman. |                              |                                     |                               |                       |
| 10 | Ganymede Elegy               | ガニメデ慕情                        | Ganimede Bojō                 | 1er janvier 1999      |
| Cet épisode a d'abord été diffusé le 8 mai 1998. Jet est plus taciturne que d'habitude lorsque le Bebop atterrit sur Ganymède, son dernier poste avant qu'il ne quitte l'ISSP, et où vit son ancienne petite amie Alisa. Spike y poursuit Rhint Celonias, le nouveau compagnon d'Alisa. |                              |                                     |                               |                       |
| 11 | Toys in the Attic            | 闇夜のヘヴィ・ロック                | An'ya no Hevi Rokku           | 8 janvier 1999        |
| Cet épisode a d'abord été diffusé le 15 mai 1998. Cette session est à la fois un hommage et une parodie des films d'horreur se déroulant dans l'espace tel que le film Alien. L'épisode se passe entièrement dans le Bebop. Durant le long voyage qui sépare deux planètes, Jet découvre un réfrigérateur dans un coin du vaisseau alors que personne ne se rappelait qu'il s'y trouvait. Peu de temps après, l'équipage est terrorisé par une sorte de blob noir à la morsure empoisonnée qui a été engendrée lorsque Spike a accidentellement laissé un homard de Ganymede dans ledit réfrigérateur… pendant une année. Après que le blob eut attaqué Jet, Faye et Ein, un Spike fortement armé décide d'entrer en action : il parvient à le neutraliser temporairement et envoie le réfrigérateur dans l'espace, mais est à son tour attaqué durant le processus. Le destin de l'équipage est inconnu ; il se peut que cette session soit une sorte de "hors série", bien que, avant de localiser le blob, Spike met en route le pilote automatique vers Mars ; ainsi l'équipage a pu y recevoir une aide médicale. La scène de fin de la session peut être considérée comme une référence à 2001, l'Odyssée de l'espace. Musique Le titre de l'épisode est tiré de la chanson d'Aerosmith Toys in the Attic, parue sur l'album du même nom. |                              |                                     |                               |                       |
| 12 | Jupiter Jazz (Part 1)        | ジュピター・ジャズ (前編)           | Jupitā Jazu (Zenpen)          | 15 janvier 1999       |
| Cet épisode a d'abord été diffusé le 22 mai 1998. Faye quitte le Bebop, à l'évidence pour de bon, en volant les économies. Ed la recherche sur le net mais revient avec le nom de "Julia" à la place. Spike veut immédiatement poursuivre cette Julia (la femme blonde de la Session #5), alors que Jet essaye de retrouver Faye. Pendant ce temps-là, Faye se retrouve dans la ville de Blue Crow sur Callisto, une colonie enneigée uniquement peuplée d'hommes. Spike suit une piste jusqu'au même endroit pour retrouver un saxophoniste nommé Gren. Ce même Gren sauve Faye d'une bande d'hommes lascifs. Il l'emmène chez lui où elle entend un message de Vicious sur son répondeur concernant un deal de Red Eye. Spike, arrivé au point de rendez vous de Vicious, se fait tirer dessus par son disciple et désormais attendant de Vicious, Lin. |                              |                                     |                               |                       |
| 13 | Jupiter Jazz (Part 2)        | ジュピター・ジャズ (後編)           | Jupitā Jazu (Kōhen)           | 22 janvier 1999       |
| Cet épisode a d'abord été diffusé le 29 mai 1998. Après un bref récapitulatif, Gren explique ses relations avec Vicious : ils étaient tous les deux soldats lors des guerres sur Titan. Vicious l'a trahi, et il veut maintenant le voir de ses propres yeux. Il laisse Faye enfermée dans son appartement et se rend au point de rendez-vous. Jet, qui désire à présent la prime de Gren, la sauve. Spike, pendant ce temps, se force à se lever et continue sa recherche. Il atteint le point de rendez-vous en même temps que Gren et Vicious. Lin se sacrifie pour sauver Vicious d'une balle tirée par Gren et un combat aérien débute alors entre les trois protagonistes. La valise pleine de Red Eye de Gren, à présent en possession de Vicious, contient en réalité une bombe et ce dernier bat en retraite lorsque son vaisseau est en mauvaise posture. Celui de Gren, endommagé, s'écrase sur la sol enneigé, et Spike, honorant les derniers souhaits de Gren, envoie le vaisseau de Gren sur Titan avant de retourner sur le Bebop. Musique Jupiter Jazz est un terme de l'argot des milieux jazz américains, désignant une sorte de paradis, de monde idéal où l'on pourrait s'abandonner à tous les plaisirs (non sexuels).[réf. nécessaire] |                              |                                     |                               |                       |
| 14 | Bohemian Rhapsody            | ボヘミアン・ラプソディ              | Bohemian Rapusodi             | 29 janvier 1999       |
| Cet épisode a d'abord été diffusé le 5 juin 1998. Plusieurs attaques contre la Gate ont lieu et le gang du Bebop ne parvient qu'à attraper des sous-fifres du génie qui a tout orchestré : Hex, le Maître d'Échecs. Pendant ce temps, Ed joue un match d'échec informatique contre Hex pendant plus d'une semaine. C'est encore un épisode assez peu sérieux, bien différent de l'épisode précédent, et, avec Brain Scratch, le seul épisode où les cinq membres du Bebop jouent un rôle équivalent. Musique Le titre de l'épisode est tiré d'une chanson de Queen. |                              |                                     |                               |                       |
| 15 | My Funny Valentine           | マイ・ファニー・ヴァレンタイン      | Mai Fanī Varentain            | 5 février 1999        |
| Cet épisode a d'abord été diffusé le 12 juin 1998. L'épisode commence par une courte scène durant laquelle des hommes en combinaison manipulent un bloc dans lequel se trouve Faye Valentine congelée. La scène se déroule le 23 novembre 2019, environ cinq ans après sa congélation (comme l'on peut le voir écrit sur une étiquette, lorsque le bloc est remis en place). La première partie de l'épisode est centrée sur la discussion entre Faye et Ein (et Spike qui se plaint en sortant de la salle de bain de la longueur de son monologue) sur son passé. Trois ans plus tôt, en 2068, elle se réveillait d'un sommeil cryogénique. En effet, à la suite d'un accident qu'elle eut en 2014 durant sa jeunesse et parce que les docteurs ne pouvaient la soigner, ceux-ci l'ont cryogénisée pendant 54 ans. À son réveil, on lui apprend qu'elle doit s'acquitter d'une somme d'environ trois milliards de woolongs correspondant à sa congélation (la version française de cet épisode annonce qu'elle a été cryogénisée durant 514 ans et que la scène se déroule en 2048, mais il s'agit d'une erreur. Cette version est en incohérence avec elle-même puisque Faye dit se souvenir des télévisions et des téléphones portables). Elle fut totalement perdue dans ce nouveau monde de technologie, de Gates et de voyages inter-planétaires, et n'avait aucune idée de qui elle était ni d'où elle venait. Un avocat, Whitney Hagas Matsumoto, l'aida à se remettre sur pied, mais maquilla sa mort, lui laissant un héritage principalement constitué de dettes. Dans la suite de l'épisode, Jet ramène sur le Bebop la prime qu'il vient juste d'attraper ; Whitney Hagas Matsumoto, très gros et tout aussi vivant ; et la quête de Faye afin récupérer son passé. Musique My Funny Valentine est un grand standard du jazz, provenant à l'origine de la comédie musicale Babes in Arms, et rendu célèbre plus tard par Chet Baker et Louis Armstrong. |                              |                                     |                               |                       |
| 16 | Black Dog Serenade           | ブラック・ドッグ・セレナーデ        | Burakku Doggu Serenāde        | 12 février 1999       |
| Un vaisseau-prison de l'ISSP a subi une défaillance et a été détourné par les prisonniers qu'il transportait, menés par Udai Takim, l'assassin qui a pris le bras du plus dangereux opposant que le syndicat ait jamais connu : Jet "Black Dog" Black. Son ancien partenaire, Fad, et lui refont alors équipe pour l'occasion. Les deux infiltrent le vaisseau, et Jet affronte Udai qui lui avoue que Fad, depuis longtemps pourri par le syndicat, était celui qui l'a vendu cette nuit-là sur Ganymède. Fad tire une balle dans la tête de Udai, ne nie pas mais se laisse finalement battre par Jet dans un duel. Musique Black Dog est une chanson de Led Zeppelin. |                              |                                     |                               |                       |
| 17 | Mushroom Samba               | マッシュルーム・サンバ              | Masshurūmu Sanba              | 19 février 1999       |
| Le Bebop, en panne d'essence et de nourriture, se fait percuter par un autre vaisseau, qui s'enfuit aussitôt, près d'Europe, et cette collision le fait s'écraser sur Io. Ed, avec Ein à ses côtés, est alors envoyée pour chercher de la nourriture et tombe sur Domino Walker, la prime de la semaine, qui passe en contrebande des champignons spéciaux. Ed organise ensuite une petite expérience "scientifique" (qui consiste à faire manger des champignons à Jet, Faye et Spike) afin de connaître les effets des champignons puis neutralise avec Ein les autres chasseurs de primes et arrête Domino. Elle le laisse cependant partir en échange de ses "mauvais" champignons (pour lui) (c’est-à-dire normaux et comestibles : des Shiitake), espérant les vendre, ignorant qu'ils sont sans valeur. Musique Quand Spike monte l'escalier infini, la grenouille lui dit qu'il grimpe l'escalier du paradis, allusion probable à la chanson Stairway to heaven de Led Zeppelin. |                              |                                     |                               |                       |
| 18 | Speak Like a Child           | スピーク・ライク・ア・チャイルド    | Supīku Raiku a Chairudo       | 26 février 1999       |
| Cet épisode a d'abord été diffusé le 19 juin 1998. Faye gaspille de l'argent en pariant sur des courses de chevaux, alors qu'un paquet lui étant adressé arrive sur le Bebop. Il contient une vieille cassette vidéo Betamax, et Spike et Jet partent dans un musée abandonné sur Terre pour trouver un magnétoscope adapté (ils reviennent finalement avec un magnétoscope VHS à la place). La cassette a été en réalité enregistrée par Faye elle-même lorsqu'elle avait 13 ans, auto-adressée ; son contenu lui donne alors des indices sur son passé perdu… Musique Le titre de l'épisode est tiré de la chanson de Herbie Hancock Speak Like a Child, parue sur l'album du même nom. |                              |                                     |                               |                       |
| 19 | Wild Horses                  | ワイルド・ホーセス                  | Wairudo Hōsesu                | 5 mars 1999           |
| Spike, volant dans son Swordfish II pour aller le faire entretenir, se retrouve en panne d'essence non loin du garage. Doohan, propriétaire du garage et ancien propriétaire du Swordfish, le réprimande pour ne pas le respecter. Au même moment, Jet et Faye poursuivent une bande de chasseurs de primes qui utilise des virus informatiques pour terroriser les voyages intrasystems : lorsque Spike se retrouve en mauvaise posture en les aidant, Doohan et son assistant, Miles, décollent avec une vieille navette spatiale Columbia pour le sauver. Cet épisode fut temporairement déprogrammé aux États-Unis après le désastre de 2003. C'est aussi une référence à Star Trek. Doohan est le nom de l'acteur qui joue « Scotty », Miles fait référence au chef Miles O'Brien, et le personnage nommé Reggie, une référence à Reginald Barclay de Star Trek : La Nouvelle Génération. Musique Le titre de l'épisode est tiré de la chanson des Rolling Stones Wild Horses. |                              |                                     |                               |                       |
| 20 | Pierrot le Fou               | 道化師の鎮魂歌                      | Dōkeshi no Chinkun Uta        | 12 mars 1999          |
| Spike est confronté à Pierrot le Fou, une machine à tuer bizarre, croisement entre le personnage principal de V for Vendetta, du Pingouin et du Joker. Cet épisode est un hommage assumé à Batman, la série animée. Pierrot ressemble plus ou moins à l'image populaire du terroriste Guy Fawkes. Le titre japonais de l'épisode, 道化師の鎮魂歌 (Dōkeshi no Chinkonka), signifie littéralement Le Requiem du Clown. Pierrot le Fou est bien sûr une référence au film de Jean-Luc Godard. Musique Dans cet épisode, il y a beaucoup de musique atonale, rappelant ainsi la musique Pierrot lunaire du pionnier en la matière Arnold Schoenberg. De plus, cet épisode contient une reprise de la chanson On the Run de l'album The Dark Side of the Moon de Pink Floyd lorsque l'on découvre les origines de Pierrot. |                              |                                     |                               |                       |
| 21 | Boogie Woogie Feng Shui      | ブギ・ウギ・フンシェイ              | Bugi Ugi Funshei              | 19 mars 1999          |
| Jet, incité par un courriel chiffré, essaye de retrouver une vieille connaissance mais ne retrouve que sa tombe — il a disparu dans de mystérieuses circonstances — et sa fille, Mei-Fa. Celle-ci est experte en Feng shui et est chassée par des gangsters parce qu'elle est supposée connaître la localisation de la « pierre du soleil », une pierre lunaire de l'incident de la Gate de 2021 qui l'aidera à retrouver son père. Jet essaye de la protéger pendant qu'elle suit les instructions du courriel de son père. |                              |                                     |                               |                       |
| 22 | Cowboy Funk                  | カウボーイ・ファンク                | Kaubōi Fanku                  | 26 mars 1999          |
| Un terroriste, "Teddy Bomber", utilise des explosifs cachés dans des ours en peluche (teddy bears en anglais) afin de détruire des gratte-ciels, symboles des excès de l'humanité. Spike essaye de l'arrêter, mais se retrouve constamment face à "Cowboy Andy", un chasseur de primes qui ressemble plus à Spike que celui-ci veut bien l'admettre. Débute alors une lutte entre les deux, ignorant totalement Teddy Bomber. Cet épisode fut temporairement déprogrammé sur Cartoon Network à la suite des attentats du 11 septembre 2001. |                              |                                     |                               |                       |
| 23 | Brain Scratch                | ブレイン・スクラッチ                | Burein Sukuratchi             | 2 avril 1999          |
| Faye s'introduit clandestinement au SCRATCH, une secte qui croit en l'âme numérique et qui la télécharge sur internet ; son leader, Londes, a une prime de 38 millions de woolongs sur sa tête. Londes est une référence à Marshall Applewhite, leader de la secte Heaven's Gate. L'idée de numériser l'âme sur internet peut être un hommage à Serial experiments Lain.[réf. nécessaire] |                              |                                     |                               |                       |
| 24 | Hard Luck Woman              | ハード・ラック・ウーマン            | Hādo Rakku Ūman               | 9 avril 1999          |
| Une prime est lancée sur un homme fou appelé Appledelhi, qui cartographie la géographie de la Terre bien qu'elle change très souvent à cause d'impacts de météorites. Faye, elle, enquête sur son passé à l'aide de la Betamax et en particulier sur une fontaine très proéminente. Elle prend alors Ed dans son enquête, et découvre l'orphelinat où elle a grandi tandis que Spike et Jet chassent Appledelhi. En réalité, Appledelhi est le père de Ed et c'est elle qui a mis la prime. Appledelhi lui propose de venir avec lui mais il l'oublie sa promesse lorsque de nouveaux cratères réclament son attention. Faye, se remémorant soudainement tout ou une grande partie de son passé, quitte le vaisseau pour retourner dans la maison de sa famille, à présent une ruine abandonnée ; Ed et Ein quittent l'équipage pour retrouver Appledelhi ("See you cowgirl, someday, somewhere!"). Musique Le titre est tiré d'une chanson du groupe Kiss. La chanson qu'on entend durant le départ du Ed s'intitule Call me call me et est chantée par Steve Conte. |                              |                                     |                               |                       |
| 25 | The Real Folk Blues (Part 1) | ザ・リアル・フォークブルース (前編) | Za Riaru Fōku Burūsu (Zenpen) | 16 avril 1999         |
| Spike et Jet, de nouveaux seuls — la première fois depuis le deuxième épisode —, sont pris au piège par des membres des Dragons Rouges mais sont sauvés par le frère de Lin, Shin, qui leur explique que Vicious a essayé de prendre le pouvoir. Il sera bientôt exécuté ainsi que tous ceux ayant une relation avec lui — y compris Spike et Julia. La majeure partie de l'épisode est consacrée au flashback qui explique finalement leur passé : comment Spike et Vicious étaient alliés chez les Dragons Rouges, comment Julia s'est immiscée entre eux, comment Spike s'est fatigué du syndicat et a planifié sa fuite avec elle, et comment Julia l'a trahi, contrainte par Vicious. Faye, pendant ce temps, rencontre Julia qui fuit les Dragons Rouges ; Julia renvoie Faye sur le Bebop pour dire à Spike que, cette fois, elle sera au rendez vous. Les Dragons Rouges attaquent le Bebop, et Spike et Faye montent dans leur vaisseau pour le défendre ; au même moment, l'exécution de Vicious se transforme en coup d'État, et les dirigeants des Dragons Rouges sont tués. L'épisode se termine par le face à face entre Spike et Julia dans un cimetière. |                              |                                     |                               |                       |
| 26 | The Real Folk Blues (Part 2) | ザ・リアル・フォークブルース (後編) | Za Riaru Fōku Burūsu (Kōhen)  | 23 avril 1999         |
| Spike et Julia reprennent leur plan là où ils l'avaient laissé pour fuir les Dragons Rouges et vont demander de l'aide à Annie — seulement pour découvrir que les hommes de main de Vicious sont déjà là. Après qu'Annie ait succombé à ses blessures, ils essayent de sortir, mais Julia se fait tirer dessus et meurt. Spike retourne sur le Bebop pour un dernier repas avec sa famille puis prend d'assaut le quartier général des Dragons Rouges. Avec l'aide de Shin, il parvient au dernier étage, où Vicious et lui se retrouvent face à face pour la dernière fois. Spike et Vicious s'affrontent en duel et Vicious est tué. Spike sort difficilement de la salle du trône de Vicious, se tenant le flanc qui saigne énormément, et commence à descendre un long escalier pendant que plusieurs gangsters le regardent fixement, avec pitié, au milieu d'une lumière qui remplit la salle. Spike lève alors la main droite, mime un revolver, dit « Bang ! » et s'effondre. Le générique de fin débute avec pour fond d'écran une étoile qui s'éteint lentement symbolisant la mort d'un guerrier. Musique Le titre de ces deux épisodes est tiré du générique de la série, provenant lui-même d'un album de John Lee Hooker. |                              |                                     |                               |                       |
| XX | Mish-Mash Blues              | よせあつめブルース                  | Yoseatsume Burūsu             | 26 juin 1998          |
| Il s'agit d'un épisode spécial. |                              |                                     |                               |                       |